# Poveste de Crăciun (film din 1994)
Poveste de Crăciun (titlu original: A Christmas Romance) este un film de Crăciun american din 1994 regizat de Sheldon Larry. În rolurile principale joacă actorii Olivia Newton-John, Gregory Harrison, Chloe Lattanzi și Teryl Rothery.

## Prezentare
Crăciunul se apropie și într-o cabană aflată în mijlocul naturii locuiește Julia Stonecypher (Olivia Newton-John). Ea a rămas văduvă de curând și are două fete: Deenie care are 10 ani și Emily Rose care are 5. Plângându-și încă soțul, Julia se confruntă cu grave probleme financiare deoarece a rămas și fără locul de muncă. Cel mai nepoftit mesager posibil care apare la ușa ei este Brian Harding. Acesta este vicepreședintele băncii locale care o informează că din cauza datoriilor va pierde și casa...

## Distribuție
- Olivia Newton-John ca Julia Stonecypher
- Gregory Harrison ca Brian Harding
- Chloe Lattanzi ca Deenie
- Stephanie Sawyer ca Emily Rose
- Tom Heaton ca Mel Betsill
- Stephen E. Miller ca Bert Betsill
- Brent Stait ca O.T. Betsill
- Susan Astley ca Margie Peterson
- Tom McBeath ca Mr. Macklin
- Anna Ferguson ca Old Woman
- Teryl Rothery ca Susan
- Melody Ryane ca Felicity

## Producție
Filmările au avut loc la Maple Ridge, British Columbia, Canada.